# 88 î.Hr.

## Decese
- dată necunoscută: Mithridates al II-lea  (n. ?)